# 광원중공업
광원중공업(Kwangwon Heavy Industries)은 대한민국 소재 도장 및 기타 피막 처리업을 하는 중소기업이다.

## 주식회사광원중공업
| 산업 분야 | 제조업                            |
| 창립      | 2013년 3월 11일                   |
| 창립자    | 김영관                            |
| 국가      | 대한민국                          |
| 위치      | 충청남도 당진시 순성면 순성로 876 |